# PAOK Salonique (football)
Cet article concerne la section football du PAOK Salonique. Pour les autres sections, voir PAOK Salonique.
Maillots
Actualités
Le Panthessaloníkios Athlitikós Ómilos Konstantinoupolitón (en grec moderne : Πανθεσσαλονίκειος Αθλητικός Όμιλος Κωνσταντινουπολιτών / Association sportive thessalonicienne des Constantinopolitains), plus couramment abrégé en PAOK Salonique (en grec moderne : ΠΑΟΚ), est un club grec de football fondé en 1926 et basé dans la ville de Thessalonique.
Le club est la section football du club omnisports du même nom, le PAOK Salonique.
Fondé par des réfugiés grecs de Constantinople, le PAOK est un des trois clubs faisant partie de l'élite actuelle du football grec à n'avoir jamais connu la relégation depuis la création de la première division en 1959 (il est le club le plus supporté du nord du pays). Le club a remporté quatre éditions de ce championnat (1975-76, 1984-85, 2018-19 et 2023-24) ainsi que huit Coupes de Grèce (1971-72, 1973-74, 2000-01, 2002-03, 2016-17, 2017-18, 2018-19 et 2020-21).
Le PAOK Salonique est aussi réputé pour ses supporters parmi les plus fanatiques d'Europe et est notamment supporté par la « Gate 4 ». Le club entretient des rivalités fortes avec l'Olympiakos Le Pirée et l'Aris Thessalonique et dans de moindres mesures avec le Panathinaïkos et l'AEK Athènes.

## Histoire
Le PAOK Salonique se considère comme le continuateur du club sportif et culturel Hermès Sport Club qui avait été fondé par des Grecs de Constantinople en 1875. Avec les échanges de population entre la Grèce et la Turquie après la fin de la Guerre gréco-turque de 1919-1922, des membres de cette association se réfugient à Thessalonique, où ils fondent le PAOK Salonique. Après une fusion en 1929 avec l'AEK (« Union athlétique de Constantinople »), un autre club local de réfugiés, le PAOK adopte comme écusson l'aigle à deux têtes, l'un des symboles de l'Empire byzantin, qui évoque les origines historiques du club,.
Le PAOK FC dispute dans ses premières années un championnat local de Thessalonique, le championnat EPSM (Ένωση Ποδοσφαιρικών Σωματείων Μακεδονίας, pour « Union des Clubs de Football de Macédoine (en) »). Il dispute par ailleurs la Coupe de Grèce de football, dont il atteint la finale pour la première fois en 1951. En 1959, le PAOK Salonique est l'un des membres fondateurs du championnat national grec dont l'actuelle Superleague Elláda est l'héritière ; le PAOK a disputé toutes les éditions de ce championnat depuis sa création.
Le club connait une période faste dans les années 1970 à 1985, au cours de laquelle il constitue l'essentiel de son palmarès (deux titres nationaux et deux coupes de Grèce) et réalise ses principaux faits d'armes européens. C'est aussi au cours de cette période que le PAOK FC devient professionnel à la suite du passage au professionnalisme du championnat grec en 1979.
Après cette période de succès le PAOK ne remporte plus de titre national mais demeure l'un des meilleurs clubs de football de Grèce. Il dispute plusieurs finales de Coupe de Grèce et parvient à gagner cette compétition à quatre autres reprises dans le nouveau millénaire.
Le 21 avril 2019, le PAOK devient champion de Grèce après une victoire 5-0 contre APO Levadiakos pour la troisième fois de son histoire. Quelques jours plus tard il gagnera également la Coupe, en accomplissant le premier doublé de son histoire.

## Bilan sportif

### Palmarès
La section football du PAOK Salonique fait partie des six clubs à avoir été sacré champion de Grèce et des onze clubs vainqueurs de la coupe de Grèce. Après des titres locaux acquis principalement dans les années 1950 dans le cadre du championnat EPSM, le PAOK connaît une période de succès entre 1970 et 1985 pendant laquelle le club est sacré champion de Grèce deux fois, en 1976 et en 1985. Il a également atteint la finale de la coupe de Grèce à vingt et une reprises et compte huit victoires; contre le Panathinaïkos en 1972, l'Olympiakos en 1974, 2001 et 2021, l'Aris Thessalonique en 2003 et l'AEK Athènes en 2017, 2018 et 2019. PAOK est un des quatre clubs grecs à avoir accompli un doublé (2018-19).
| Compétitions nationales | Compétitions continentales |
| --- | --- |
| Compétitions actuelles - Championnat de Grèce (4) : - Champion : 1975-76, 1984-85, 2018-19 et 2023-24. - Vice-champion : 1972-73, 1977-78, 2009-10, 2012-13, 2013-14, 2015-16, 2016-17, 2017-18, 2019-20, 2020-21 et 2021-22. - Coupe de Grèce (8) : - Vainqueur : 1971-72, 1973-74, 2000-01, 2002-03, 2016-17, 2017-18 ,2018-19 et 2020-21 - Finaliste : 1938-39, 1950-51, 1954-55, 1969-70, 1970-71, 1972-73, 1976-77, 1977-78, 1980-81, 1982-83, 1984-85, 1991-92, 2013-14, 2021-22 et 2022-23. Anciennes compétitions - Championnat EPSM (7) : - Vainqueur : 1936-37, 1947-48, 1949-50, 1953-54, 1954-55, 1955-56 et 1956-57. | Compétitions actuelles - Ligue des champions : - Meilleure performance : Huitièmes de finale en 1977. - Coupe UEFA / Ligue Europa : - Meilleure performance : Seizièmes de finale. - Ligue Europa Conférence : - Meilleure performance : Quarts de finale en 2022, 2024. Anciennes compétitions - Coupe des vainqueurs de coupe : - Meilleure performance : Quarts de finale en 1974. |

### Bilan européen
Le club de Thessalonique dispute sa première compétition européenne en 1965 (la Coupe des villes de foires 1965-1966). Il réalise ses meilleures performances sur le plan européen en atteignant les quarts de finale de la coupe d'Europe des vainqueurs de coupe en 1974. En 1977, le club élimine l'Omonia Nicosie de la Coupe des clubs champions avant de s'incliner en huitième de finale contre le Dynamo Kiev. Le PAOK a par la suite été éliminé sept fois en seizième de finale de la C3, dont deux saisons de suite par le PSV Eindhoven en 2001 et 2002. Par ailleurs, le club participe à trois éditions de la coupe des villes de foires entre 1966 et 1971 mais ne parvient pas à passer le premier tour.
| Compétition                | P  | M   | V  | N  | D  | BP  | BC  | Diff. |
| -------------------------- | -- | --- | -- | -- | -- | --- | --- | ----- |
| Ligue des champions (C1)   | 10 | 32  | 8  | 10 | 14 | 45  | 57  | -12   |
| Coupe des coupes (C2)      | 6  | 18  | 8  | 5  | 5  | 24  | 23  | +1    |
| Ligue Europa (C3)          | 29 | 160 | 61 | 45 | 54 | 223 | 185 | +38   |
| Ligue Conférence (C4)      | 3  | 34  | 18 | 7  | 9  | 56  | 34  | +22   |
| Coupe des villes de foires | 3  | 6   | 2  | 0  | 4  | 5   | 17  | -12   |
| Total                      | 51 | 250 | 97 | 67 | 86 | 352 | 316 | +36   |

## Personnalités du club

### Présidents
| Nom                   | Période   |
| --------------------- | --------- |
| Giorgos Pantelakis    | 1979-1984 |
| Petros Kalafatis      | 1984-1985 |
| Charis Savvidis       | 1985-1988 |
| Giannis Dedeoglou     | 1988-1989 |
| Thomas Voulinos       | 1989-1996 |
| Giorgos Kalyvas       | 1996      |
| Giorgos Batatoudis    | 1996-2001 |
| Petros Kalafatis      | 2001-2003 |
| Vassilis Sergiannidis | 2003      |
| Apostolos Pagonis     | 2003      |

| Nom                          | Période   |
| ---------------------------- | --------- |
| Giannis Goumenos             | 2003-2006 |
| Nikolaos Vezyrtzis           | 2006-2007 |
| Thodoris Zagorakis           | 2007-2009 |
| Kostas Kiriakidis            | 2009-2010 |
| Thodoris Zagorakis           | 2010-2012 |
| Zisis Vryzas                 | 2012-2014 |
| Iakovos Angelides            | 2014-2016 |
| Santino Sotiris Sidiropoulos | 2016-2017 |
| Iván Savvídis                | 2017 -    |

### Entraîneurs
Le poste d'entraîneur au PAOK Salonique a la particularité, comme de nombreux autres club grecs, d'être instable. En effet, depuis 1926, date de la création du club et du premier entraîneur Konstantinos Andreadis, 70 se sont succédé par la suite. 
| Entraîneurs du PAOK Salonique | Entraîneurs du PAOK Salonique | Entraîneurs du PAOK Salonique | Entraîneurs du PAOK Salonique |
| --- | --- | --- | --- |
| - Konstantinos Andreadis (1926-1931) - Rudolf Gassner (1931-1932) - Aristotelis Armaris (1) (1932-1933) - Nikos Sankionis (1933-1934) - Aucun entraîneur (1934-1945) - Charilaos Papadopoulos (1945-1946) - Aristotelis Armaris (2) (1946-1947) - Nikos Avelakis (1947-1948) - Kostas Deligiorgis (1948-1949) - Nikos Pangalos (1) (1949-1950) - Wilhelm Sefzik (1950-1952) - Nikos Pangalos (2) (1952-1953) - Ermao Hoffman (1955-1956) - Niko Polti (1956-1957) - Kleánthis Vikelídis (1957) - Walter Pfeffer (1957) - Kostas Zogas (1957-1958) - Dionysis Minardos (1958-1959) - Žarko Mihajlović (en) (1959-1961) - Karl Durspekt (1961-1963) - György Babolchay (1963-1965) - Mile Kos (en) (1965-1966) - Lefteris Papadakis (1966) | - Nikos Pangalos (1967-1968) - Dimitris Kalogiannis (1) (1968) - Ivor Powell (1968) - Janko Janevski (1968-1969) - Jenő Csaknády (1969-1970) - Ivan Horvat (1970-1971) - Giorgos Chasiotis (1971) - Les Shannon (en) (1971-1974) - Apostolos Progios (1974) - Gyula Lóránt (1) (1974-1976) - Branko Stanković (1976-1977) - Billy Bingham (1977-1978) - Dimitris Kalogiannis (2) (1978) - Lákis Petrópoulos (1978-1979) - Egon Piechaczek (en) (1979-avr.1980) - Gyula Lóránt (2) (avr.1980-1981) - Aristos Fountoukidis (1981) - Heinz Höher (en) (1981-1983) - Pál Csernai (1983-1984) - Walter Skocik (en) (1984-mar.1986) - Michalis Bellis (1) (int.) (mar.1986-1986) - Thijs Libregts (en) (1986-déc.1987) - Michalis Bellis (2) (déc.1987-1988) | - Rinus Israël (1988-jan.1989) - Nikos Alefantos (en) (jan.-avr.1989) - Stávros Saráfis (1) (int.) (avr.1989-1989) - Rob Jacobs (en) (1989-déc.1990) - Chrístos Terzanídis (déc.1990-1991) - Miroslav Blažević (1991-mar.1992) - Giánnis Goúnaris (mar.1992-1992) - Ljupko Petrović (1992-jan.1993) - Stávros Saráfis (2) (int.) (jan.1993) - Oleg Blokhine (1) (fév.1993-fév.1994) - Stávros Saráfis (3) (int.) (fév.1994-1994) - Arie Haan (1) (1994-oct.1995) - Stávros Saráfis (4) (int.) (oct.-nov.1995) - Dragan Kokotović (en) (nov.1995-fév.1996) - Michalis Bellis (3) (int.) (fév.1996-1996) - Gunder Bengtsson (1996-déc.1996) - Chrístos Archontídis (1) (déc.1996-1998) - Oleg Blokhine (2) (1998-sep.1998) - Chrístos Archontídis (2) (sep.1998-fév.1999) - Arie Haan (2) (fév.-nov.1999) - Stávros Saráfis (5) (nov.-déc.1999) - Dušan Bajević (jan.2000-2002) - Ángelos Anastasiádis (1) (2002-sep.2004) | - Rolf Fringer (sep.2004-fév.2005) - Nikos Karageorgiou (en) (fév.-sep.2005) - Yórgos Kostíkos (sep.2005-fév.2006) - Ilie Dumitrescu (fév.-oct.2006) - Stávros Saráfis (6) (int.) (oct.2006) - Momčilo Vukotić (oct.2006-jan.2007) - Georgios Paraschos (en) (jan.-sep.2007) - Fernando Santos (sep.2007-2010) - Mario Beretta (en) (2010) - Pavlos Dermitzakis (en) (2010-oct.2010) - Makis Chavos (oct.2010-2011) - László Bölöni (2011-2012) - Giorgos Donis (2012-avr.2013) - Yórgos Yeoryádis (1) (int.) (avr.2013-2013) - Huub Stevens (2013-mar.2014) - Yórgos Yeoryádis (2) (int.) (mar.2014-2014) - Ángelos Anastasiádis (2) (2014-mar.2015) - Yórgos Yeoryádis (3) (int.) (mar.2015-2015) - Igor Tudor (2015-mar.2016) - Vladimir Ivić (mar.2016-juin.2017) - Aleksandar Stanojević (juin.2017-aout.2017) - Răzvan Lucescu (août.2017-juin 2019) - Abel Ferreira (juillet 2019-octobre 2020) - Pablo García (octobre 2020-mai 2021) - Răzvan Lucescu (depuis mai 2021) |

### Joueurs

#### Joueurs emblématiques
- Alexandros Alexiou
- Konstantínos Chalkiás
- Dionysis Chasiotis
- Lázaros Christodoulópoulos
- Ioánnis Damanákis
- Giórgos Fotákis
- Kóstas Iosifídis
- Pantelís Kafés
- Yórgos Kostíkos
- Giorgios Koudas
- Vasílios Lákis
- Stélios Malezás
- Dimitris Nalitzis
- Dimítris Salpingídis
- Stávros Saráfis
- Stélios Venetídis
- Zísis Vrýzas
- Yórgos Yeoryádis
- Theódoros Zagorákis
- Dimítris Pélkas
- Aléxandros Paschalákis
- Ante Čović
- Zlatan Muslimović
- Lino
- Pablo Contreras
- Guy Feutchine
- Adolfo Valencia
- Dario Krešić
- Ioánnis Okkás
- Micky Quinn
- Olivier Sorlin
- Liam Lawrence
- Bruno Cirillo
- Ifeanyi Udeze
- Nabil El Zhar
- Marek Koźmiński
- Marcin Mięciel
- Mirosław Sznaucner
- Daniel Fernandes
- Sérgio Conceição
- Vieirinha
- Gheorghe Ceaușilă
- Costin Lazăr
- Răzvan Raț
- Omari Tetradze
- Goran Gavrančić
- Vladimir Ivić
- Zvonimir Vukić
- Miroslav Stoch
- Kamil Susko
- Pablo García
- Leo Jaba

### Effectif professionnel actuel
Le premier tableau liste l'effectif professionnel du PAOK Salonique pour la saison 2024-2025. Le second recense les prêts effectués par le club lors de cette même saison.
En grisé, les sélections de joueurs internationaux chez les jeunes mais n'ayant jamais été appelés aux échelons supérieurs une fois l'âge-limite dépassé ou les joueurs ayant pris leur retraite internationale.

## Culture populaire

### Supporters

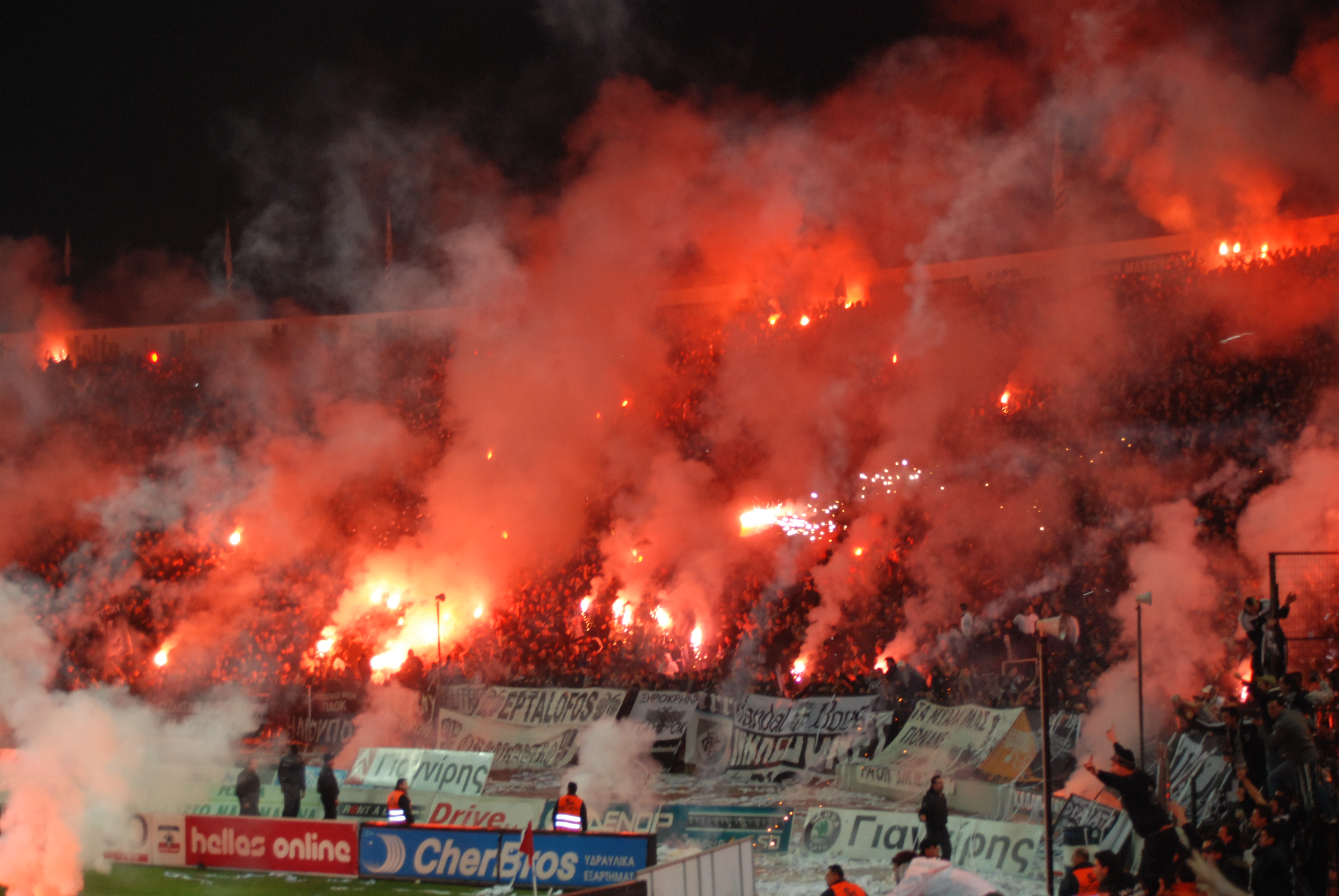
Supporters du PAOK Salonique au Stade de Toúmba.

Les supporteurs du PAOK sont reconnus mondialement pour leur fanatisme, et sont notamment adeptes de fusées éclairantes. Ils sont également reconnus pour leur hostilité et leur chants propres à la ville. Ils portent les couleurs noires et blanches, symboles du club et entretiennent de bonnes relations avec le FK Partizan Belgrade et l'OFI Crète.
On compte plus de 150 fan clubs de PAOK dans le monde entier[réf. nécessaire] :
- En Grèce : à Thessalonique et dans toutes les villes et villages du nord du pays, mais aussi dans des villes comme Athènes, Larissa, Crête, Rhodes, etc.
- En Europe : à Chypre, en Serbie, en Allemagne (Berlin, Stuttgart, Cologne, Hambourg, Munich, Hanovre, Dusseldorf, Frankfort, etc.), en Angleterre (Coventry..), en Belgique (Bruxelles..) en Suisse, aux Pays-Bas, en Suède, en Italie...
- Aux États-Unis : à New-York, à Boston...
- En Australie : à Melbourne
- En Afrique : en Zambie, au Congo, et au Maroc.

### Rivalités
Le club est principalement rival avec les clubs athéniens de l'Olympiakos Le Pirée, de l'AEK Athènes et du Panathinaïkos ainsi qu'avec ses voisins de l'Aris Salonique et de l'Iraklis Thessalonique. Si le derby historique et culturel est joué entre le PAOK et l'Aris, c'est bien celui avec l'Olympiakos qui est suivi avec le plus de ferveur populaire. En effet, l'Olympiakos est un club issu de la ville du  Pirée, alors que le PAOK provient de Thessalonique. Athènes plus riche, plus grande et située dans le sud a souvent été opposée à Thessalonique, ville ouvrière moins aisée du Nord du pays. 
Mais si les facteurs extra-sportifs sont en grande partie responsable de cette rivalité, c'est bien depuis 1966, et la tentative de transfert du capitaine et joueur emblématique Giorgios Koudas, que l'animosité s'est amplifiée, les supporters du PAOK estimant que les clubs athéniens étaient de nouveau privilégiés.

## Image et identité

### Logo

Ancien logo
Logo actuel